# Марит Ленстра
Марит Ленстра (Вејкел, 10. мај 1989) је холандска брза клизачица. Почела је да клиза са три године, а са десет се прикључила клубу за брзо клизање. 
На Олимпијским играма 2010. у Сочију злато је освојила у екипној потери, на 1500м је била четврта, на 1000м шеста, а на 500м деветнаеста. На Олимпијским играма у Пјонгчангу 2018. освојила је бронзу на 1500м и сребро у екипној потери.
На Светским првенствима освојила је пет медаља, три златне и две сребрне. Све медаље освојене су у екипној потери.